# Ветцы
Ветцы — деревня в Гагаринском районе Смоленской области России. Входит в состав Мальцевского сельского поселения. Население — 36 жителей (2007). 
Расположена в северо-восточной части области в 11 км к юго-востоку от Гагарина, в 0,5 км южнее автодороги М1 «Беларусь». В 5 км северо-западнее деревни расположена железнодорожная станция Колесники на линии Москва — Минск. 

## История
В годы Великой Отечественной войны деревня была оккупирована гитлеровскими войсками в октябре 1941 года, освобождена в марте 1943 года.